# Cyclosa sedeculata
Cyclosa sedeculata är en spindelart som beskrevs av Karsch 1879. Cyclosa sedeculata ingår i släktet Cyclosa och familjen hjulspindlar. Inga underarter finns listade i Catalogue of Life.